# Région méditerranéenne
 (août 2016).
Si vous disposez d'ouvrages ou d'articles de référence ou si vous connaissez des sites web de qualité traitant du thème abordé ici, merci de compléter l'article en donnant les références utiles à sa vérifiabilité et en les liant à la section « Notes et références ».
Pour les articles homonymes, voir Régions de la Méditerranée (Union européenne) et Région méditerranéenne (phytorégion).

Région méditerranéenne

La région méditerranéenne (turc : Akdeniz Bölgesi) est une région de la Turquie. Elle est bordée à l'ouest par la région égéenne, au nord par la région de l'Anatolie centrale, à l'est par la région de l'Anatolie du Sud-Est, et au sud par la mer Méditerranée. 
Elle couvre 89 493 km2 soit 11,2 % de la superficie totale de la Turquie. La région compte 9 000 000 habitants, soit environ 12,6 % de la population du pays.

## Provinces

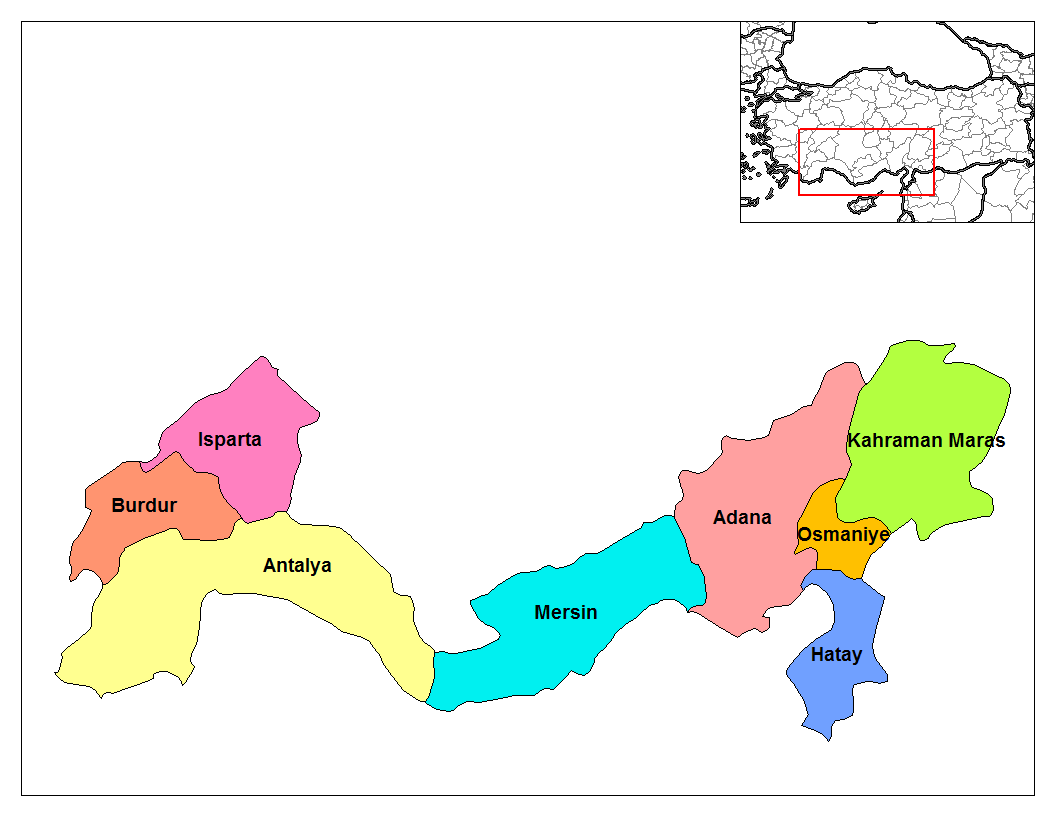
Provinces de la région méditerranéenne

- Adana
- Antalya
- Burdur
- Hatay
- Isparta
- Mersin
- Kahramanmaraş
- Osmaniye